# Epimelitta manni
Epimelitta manni är en skalbaggsart som först beskrevs av Fisher 1930.  Epimelitta manni ingår i släktet Epimelitta och familjen långhorningar. Inga underarter finns listade i Catalogue of Life.